# Паскуччи, Фелипе
Фели́пе Паску́ччи (итал. Filippo Pascucci; 24 июня 1907, Генуя — 18 декабря 1966) — итальянский футболист и тренер.

## Биография
Фелипе Паскуччи родился в Генуе 24 июня 1907 года. В дальнейшем он переехал в Аргентину, где тренировал «Эстудиантиль Портеньо», «Спортиво Барракас» и «Ривер Плейт», с которым в 1932 году выиграл чемпионат Аргентины. В 1934 году возглавил национальную сборную страны. Заявка сборной на чемпионат мира 1934 года полностью состояла из любителей и элементов региональных турниров, поскольку крупные профессиональные клубы опасались, что их лучшие игроки не вернутся домой в связи с щедрыми предложениями со стороны европейских клубов.
Прибыв в Италию на корабле Neptunia, Паскуччи привёз с собой 18 футболистов, 14 из которых были итальянского происхождения. По прибытии в страну, принимающую чемпионат мира, он сказал, что особенно доволен имеющимся в его распоряжении атакующим потенциалом (упомянув скорость Галатео и Вильде и опыт Девинченци). Однако его критика в адрес защиты команды и в связи с общим качеством формирования была замечена и опубликована журналистом из El Gráfico. Это привело к негативным публикациям в СМИ в адрес Паскуччи в аргентинской прессе. На турнире сборная потерпела поражение от сборной Швеции в Болонье в дебютном матче 1/8 финала со счетом 3:2. В результате Паскуччи принял решение не возвращаться тренировать в Аргентину, а остаться в Италии.
В 1935 году он руководил молодёжной командой «Болоньи», в течение сезона 1935—1936 годов взял на себя руководство «Санремезе». По итогам сезона 1936—1937 годов вывел клуб в Серию B, однако покинул клуб по окончании сезона. В 1938—1939 годах Паскуччи снова работал главным тренером «Санремезе» в Серии B. В перерыве между этим работал в «Лигурии» в качестве эксперта по спортивной подготовке. В 1940—1941 годах возглавлял «Манлио Каваньяро», с которым выиграл Серию C. В 1942—1944 годах тренировал «Асти», с которым провёл худший сезон в карьере. После того, как Паскуччи поработал ассистентом главного тренера «Дженоа», он возглавил французский «Антиб» в 1946 году. Однако уже через несколько дней его контракт был расторгнут из-за финансовых разногласий. В 1951 году тренер вернулся к руководству «Санремезе», оставаясь там до 1953 года.
Позже Паскуччи стал на несколько лет посредником в отношениях некоторых клубов с аргентинскими клубами. Он умер 18 декабря 1966 года в результате сердечной недостаточности, которая произошла, когда он отправлялся к команде по водному поло Pro Recco, где работал фитнес-тренером.

## Достижения
Ривер Плейт
- Чемпионат Аргентины: 1932

Санремезе
- Серия C: 1936/1937

Манлио Каваньяро
- Серия C: 1940/1941